# Stanisław Bułak-Bałachowicz
Stanisław Bułak-Bałachowicz (biélorusse : Станіслаў Булак-Балаховіч, polonais : Stanisław Bułak-Bałachowicz, russe : Станислав Булак-Балахович) (1883-1940) était un général polonais, qui prit part à plusieurs guerres : la Première Guerre mondiale, la guerre civile russe, la guerre estono-bolchevik, la guerre soviéto-polonaise de 1920 et la Seconde Guerre mondiale.

## Biographie

### Jeunesse
Stanisław Bułak-Bałachowicz est né le 10 février 1883 à Meyszty, un petit village proche de Vilnius en actuelle Lituanie, dans une famille pauvre d'origines diverses : polonaise, tatare, biélorusse. Il fut diplômé de la faculté d'agriculture et commença à travailler comme gérant de fermes à Horodziec et à Łużki.

### Première Guerre mondiale
Après l'éclatement de la Première Guerre mondiale, le duc Nicolas Nicolaïevitch de Russie s'adressa à la population de Pologne et Bułak-Bałachowicz rejoint l'armée impériale de Russie. En tant que noble, il fut muté au second régiment d'infanterie Leyb-Courland. Cependant, comme beaucoup de ses collègues, Bułak-Bałachowicz prouva ses capacités de commandant et fut rapidement promu. En décembre 1914, quatre mois seulement après avoir intégré l'armée, il reçoit le commandement d'un groupe de Cosaques volontaires qu'il forma à la cavalerie. Il combattit à Sochaczew près de Varsovie. En 1915, après l'offensive allemande, il doit se retirer de Varsovie en Lettonie. En rejoignant le colonel Punin, Bułak-Bałachowicz fut gradé commandant des troupes.

### Guerre civile russe
Le 5 mars 1918, n'ayant pas connaissance du traité de Brest-Litovsk signé l'avant-veille, les troupes de Bułak-Bałachowicz s'engagèrent contre l'armée allemande dans le village de Smolova. Malgré sa victoire écrasante, Bułak-Bałachowicz fut gravement blessé au poumon gauche. Transporté à Saint-Pétersbourg, il se rétablit rapidement et rejoignit son frère, Józef Bułak-Bałachowicz. Après avoir servi au sein de l'armée rouge Bułak-Bałachowicz change de camp en novembre 1918 et intègre les armées blanches
Il fut promu colonel par le général Ioudenitch le 29 mai 1919 pour sa victoire de Pskov, puis administrateur militaire de la ville. À la reconquête de la ville à la mi-juillet, Ioudenitch ordonna l'arrestation de Stanisław Bułak-Bałachowicz, qui s'échappa.
Le 22 janvier 1920, le général Ioudenitch, poursuivi pour trahison par Bułak-Bałachowicz et ses hommes, fut arrêté. On récupéra sur lui une énorme quantité d'argent (227 000 £, 250 000 marks estoniens, 110 000 000 mark finlandais) - l'argent fut distribué aux hommes de Bułak-Bałachowicz.

### Guerre soviéto-polonaise
Au début de 1920, il entre en contact avec la mission militaire de la République populaire biélorusse (BNR) et subordonne son détachement de 1 200 hommes aux autorités de la BNR. Les Biélorusses représentaient 75 % des soldats. À la suite d'un accord de l'envoyé militaire biélorusse à Riga et à Tallinn en juin 1920, son détachement fut transféré en Polesie. Développé en un corps de quelques milliers d'hommes, appelé l'armée nationale biélorusse, il a perturbé les bolcheviks en direction de la Vistule.

### Retour raté en Biélorussie
Au nom du comité politique biélorusse, Bułak-Bałachowicz continua ses opérations contre les bolcheviks et il prit Pinsk et Mazyr. A Mazyr, il a annoncé que la République populaire biélorusse avait l'autorité sur les régions libérées et se présentait comme le chef de l'état. Son offensive de novembre 1920 a été arrêtée avant qu'il puisse saisir Minsk. Une partie de ses troupes est restée en Biélorussie soviétique et a combattu comme guérilla jusqu'en 1920. Tandis que des autres, comprenant Bułak-Bałachowicz, se sont retirées en Pologne et ont été internés.

### La Seconde Guerre mondiale
Après la chute de Varsovie, Bułak-Bałachowicz entre dans la clandestinité. Il sera un des principaux fondateurs de la Confédération Militaire (Konfederacia Wojskowa), une des premières organisations de résistance en Pologne.
Au début de 1940, il est localisé et arrêté par la Gestapo. Il est exécuté par cette dernière le 10 mai 1940.

## Nationalité
La nationalité réelle de Bułak-Bałachowicz a toujours été un sujet de discussion et de dispute, surtout durant la guerre. Józef Piłsudski, disait de lui : « Aujourd'hui il est polonais, demain il sera russe, après demain un biélorusse - et le jour d'après peut-être un africain ».